# Death of an Indie Label
Death of an Indie Label (în română: Moartea unei case de discuri independente) este un documentar despre casa de discuri independentă Reel Life Productions, fondată de James H. Smith și fratele său mai mic, rapperul Esham, în Detroit în 1990. Filmul, care  a fost încărcat pe canalul de Youtube al casei de discuri, conține apariții ale lui James Smith, Esham și Mastamind.

## Acțiune
James Smith și fratele său mai mic, Esham, un rapper, au fondat  casa de discuri independentă Reel Life Productions în 1988. În 1989, Esham înregistrează albumul său de debut, Boomin' Words from Hell, într-o singură zi. Esham înființează un grup, Natas, care își lansează albumul de debut, Life After Death cu Reel Life. Natas și Reel Life Productions devin subiectul unei controverse, atunci când un fan în vârstă de 17 ani moare în timp ce fuma cannabis și juca ruleta rusească, ascultând albumul Life After Death. Esham ajunge să îi influențeze pe interpreții locali Kid Rock și Insane Clown Posse. James Smith, președintele casei Reel Life Productions, este diagnosticat cu schizofrenie în urma unei condamnări la închisoare. Este prezentată starea mentală deteriorată a lui Smith. Datorită condițiilor proaste din apartamentul său, James este alungat de proprietăreasă, și se mută împreună cu Esham.

## Recepție critică
Metro Times a descris filmul ca fiind „o vizualizare convingătoare”.

## Coloană sonoră
Death of an Indie Label este al trelea mixtape al lui Esham. Lansat în 2001, este coloana sonoră a filmului documentar cu același titlu.
| Nr. | Titlu                                                | Lungime |  |
| 1.  | „Comatose”                                           |         |  |
| 2.  | „Denouement”                                         |         |  |
| 3.  | „Reignin”                                            |         |  |
| 4.  | „Odd Future”                                         |         |  |
| 5.  | „Orgy Orange”                                        |         |  |
| 6.  | „Priceless Blessings”                                |         |  |
| 7.  | „Cheddaphile” (împreună cu Seven the General)        |         |  |
| 8.  | „Time Machine”                                       |         |  |
| 9.  | „Sayonara”                                           |         |  |
| 10. | „U Aint Got Nuthin On Me” (împreună cu Poe Whosaine) |         |  |
| 11. | „Serious Business”                                   |         |  |
| 12. | „House 4 Rent”                                       |         |  |
| 13. | „Daniel Jordan Skit”                                 |         |  |
| 14. | „Beautiful Girl”                                     |         |  |
| 15. | „Let The System Bump”                                |         |  |
| 16. | „Another Flight”                                     |         |  |
| 17. | „Death Of An Indie Label”                            |         |  |
| 18. | „Amy Winehouse”                                      |         |  |
| 19. | „Indubitably”                                        |         |  |
| 20. | „Big Thangs”                                         |         |  |